# Mercedes Brea López
María de las Mercedes Brea López (La Estrada, de mayo de 1950) es una profesora, investigadora y escritora gallega, catedrática de Filología Románica de la Universidad de Santiago de Compostela. Es una de los más destacados investigadores sobre la lírica medieval gallega y creadora de la base de datos de la lírica gallego-portuguesa con su corpus completo informatizado.

## Trayectoria
Licenciada en Filosofía y Letras (sección de filología románica) por la Universidad de Santiago de Compostela, logró el Premio extraordinario fin de carrera y Premio nacional fin de carrera de 1972. Al año siguiente comenzó su carrera docente en la misma universidad, donde también se doctoró en Filología Románica. En 1983 deja su labor docente en la Universidad de Santiago para incorporarse a la Universidad de Granada, en la que obtiene cátedra al año siguiente. Regresa a la USC en 1986, alcanzando el cargo de decana da Facultad de Filología en el año 2000. Tiene discípulas de cátedra en Córdoba y en Montpellier.
En el ámbito de la investigación destaca por coordinar el grupo de investigación GI-1350 de la USC, responsable de la acción Cost IS1005 Medioevo Europeo, impulsar y dirigir la Red de estudios medievales interdisciplinares que subvenciona la Junta de Galicia y ejercer de investigadora principal en el proyecto: El cancionero de juglares gallegos.

## Obra
Mercedes Brea ha escrito: al menos 32 artículos en revistas, 8 libros, coordinado 6 obras colectivas y colaborado en otras 48. Destacan sus obras sobre la lírica gallego-portuguesa.